# 로베르트 코바치
로베르트 코바치(Robert Kovač, 1974년 4월 6일, 서독 서베를린 ~ )는 크로아티아의 전 축구 선수이다. 헤르타 첼렌도르프, 바이어 레버쿠젠, 바이에른 뮌헨, 유벤투스, 보루시아 도르트문트, 디나모 자그레브에서 선수 생활을 했으며, 2010년 은퇴하였다.